# サンシャインミリオンズフィリー&メアスプリントステークス
サンシャインミリオンズフィリー&メアスプリントステークス（Sunshine Millions Filly & Mare Sprint Stakes）は、2003年に創設されたアメリカ競馬イベントのサンシャインミリオンズで行われる、ダート6fの競走である。

## 概要
2003年にサンタアニタパーク競馬場とガルフストリームパーク競馬場を所有するマグナエンターテイメント社の提案でアメリカ最大の競走馬産地であるケンタッキー州に対して両競馬のある州のカリフォルニア州産とフロリダ州産の競走馬アピールのために創設されたサンシャインミリオンズの古馬の牝馬によるダート短距離競走である。
出走資格はフロリダ産限定サラ系4歳以上牝馬の競走馬。
負担重量は別定で4歳は121ポンド、4歳以上は122ポンド。
賞金総額は30万ドル。1着賞金は16万5,000ドルで、以下2着6万ドル、3着3万6,000ドル、4着2万4,000ドル、5着1万5,000ドル。

## 歴史
- 2003年 創設。
- 2007年 負担重量が4歳118ポンド、4歳以上120ポンドから4歳121ポンド、4歳以上122ポンドに変更。
- 2008年 本年からサンタアニタパーク競馬場で開催する施行馬場がダートトラックからオールウェザートラックに変更。
- 2012年 本年から出走資格がフロリダ州産馬限定となる。
- 2014年 本年の開催を最後に休止。

### 開催競馬場
| 回数         | 開催競馬場                   | 施行距離         |
| ------------ | ---------------------------- | ---------------- |
| 第1回        | ガルフストリームパーク競馬場 | ダート6f         |
| 第2回        | サンタアニタパーク競馬場     | ダート6f         |
| 第3回        | ガルフストリームパーク競馬場 | ダート6f         |
| 第4回        | サンタアニタパーク競馬場     | ダート6f         |
| 第5回        | ガルフストリームパーク競馬場 | ダート6f         |
| 第6回        | サンタアニタパーク競馬場     | オールウェザー6f |
| 第7回        | ガルフストリームパーク競馬場 | ダート6f         |
| 第8回        | サンタアニタパーク競馬場     | オールウェザー6f |
| 第9回−第12回 | ガルフストリームパーク競馬場 | ダート6f         |

### 歴代優勝馬
| 回数   | 施行日        | 調教国・優勝馬   | 日本語読み                 | 性齢 | タイム  | 優勝騎手         | 管理調教師     |
| ------ | ------------- | ---------------- | -------------------------- | ---- | ------- | ---------------- | -------------- |
| 第1回  | 2003年1月24日 | Madame Pietra    | マダムピエトラ             | 牝6  | 1:10.22 | P.ヴァレンズエラ | H.ザッカー     |
| 第2回  | 2004年1月24日 | Mooji Moo        | モージモー                 | 牝5  | 1:09.34 | C.ナカタニ       | T.ヒルズ       |
| 第3回  | 2005年1月29日 | Alix M           | アリクスエム               | 牝5  | 1:10.40 | C.ヴェラスケス   | R.スパッツ     |
| 第4回  | 2006年1月28日 | Hot Storm        | ホットストーム             | 牝4  | 1:09.44 | D.フローレス     | D.スチュワート |
| 第5回  | 2007年1月27日 | Shaggy Mane      | シャギーメーン             | 牝4  | 1:09.31 | M.ギドリー       | D.チャトロスJr |
| 第6回  | 2008年1月26日 | Dearest Trickski | ディアレストトリックスキー | 牝4  | 1:07.66 | M.スミス         | J.サドラー     |
| 第7回  | 2009年1月24日 | High Resolve     | ハイリゾルヴ               | 牝4  | 1:10.55 | R.アルバラード   | G.ジルクリスト |
| 第8回  | 2010年1月30日 | Quisisana        | キシサナ                   | 牝5  | 1:08.47 | R.ベハラーノ     | M.プイプ       |
| 第9回  | 2011年1月29日 | Aegean           | エージャン                 | 牝4  | 1:09.61 | J.Sanchez        | W.Ward         |
| 第10回 | 2012年1月28日 | It's Me Mom      |                            | 牝4  | 1:08.85 | W.Martinez       | L.Scace        |
| 第11回 | 2013年1月19日 | Golden Mystery   |                            | 牝7  | 1:11.07 |                  |                |
| 第12回 | 2014年1月18日 | Ullapool         |                            | 牝5  | 1:10.41 | J.Lezcano        | E.Kenneally    |